# Calycomyza menthae
Calycomyza menthae är en tvåvingeart som beskrevs av Spencer 1969. Calycomyza menthae ingår i släktet Calycomyza och familjen minerarflugor. Inga underarter finns listade i Catalogue of Life.